# Sam Kinison
Samuel Burl Kinison (IPA: ˈkɪnɪsən; Yakima, Washington, 1953. december 8. - Needles, Kalifornia, 1992. április 10.) Grammy-díjas amerikai stand-up komikus és színész volt.
A The Troggs Wild Thing című dalának feldolgozásáért 1988-ban Grammy-díjra jelölték; a feldolgozás a  Have You Seen Me Lately? című albumán hallható. Live from Hell című albumával posztumusz módon megnyerte az 1994-es Grammy-díjat a "Best Spoken Comedy Album" kategóriában.

## Élete
1953. december 8-án született a washingtoni Yakimában, Marie Florence és Samuel Earl Kinison gyermekeként. Mikor Kinison három hónapos volt, a család East Peoriába költözött. Három éves korában elütötte egy teherautó. 
Szülei elváltak, amikor Kinison 11 éves volt. Kinison az East Peoria Community High School tanulója volt.
Kinison és testvérei prédikátoroknak tanultak 1968 és 1969 között Kinison a
Pinecrest Bible Training Centerben tanult. Anyja egy újabb prédikátorhoz ment feleségül, és Tulsába (Oklahoma) költözött. Kinison 17 és 24 éves kora között prédikált..
Karrierjét Houstonban kezdte, itt kis klubokban lépett fel. A Texas Outlaw Comics nevű csoport tagja lett. A csoportban olyan humoristák szerepeltek, mint Bill Hicks, Ron Shock, Riley Barber, Steve Epstein, Andy Huggins, John Farneti és Jimmy Pineapple.
1980-ban Los Angelesbe költözött, abban a reményben, hogy a The Comedy Store-ban kap munkát. Eleinte kidobóként alkalmazták. Nem sokkal később kokain- és alkoholfüggő lett.
1985 augusztusában fellépett az HBO Rodney Dangerfield's Ninth Annual Young Comedians Special nevű különkiadásában, ez jelentette számára az áttörést.
Ugyanebben az évben már fellépett a Late Show with David Letterman-ben is. David Letterman így jelentette be: "Kössétek be magatokat. Nem viccelek. Köszöntsétek Sam Kinisont."

## Magánélete
Háromszor házasodott. Első felesége Patricia Adkins volt 1975-től 1980-ig. 1981-től 1989-ig Terry Marze volt a felesége. Kapcsolatuk vége felé elkezdett járni Malika Souiri táncossal. 1990-ben Souiri azt állította, hogy Kinison testőre megerőszakolta, míg Kinison a házában aludt. Később ejtették a vádat.
1992. április 4-én házasodott össze Souiri-val.

## Halála
1992. április 10-én Kinison a Pontiac Trans Am-jét vezette, amikor egy pickup hátulról beleszaladt. A pickupot a 17 éves Troy Pierson vezette. Pierson alkoholt fogyasztott a baleset előtt.
Kinisont ájultan találták autója ülései között, fejével betörte a szélvédőt. A helyszínen halottnak nyilvánították. 38 éves volt.

## Diszkográfia
- Louder Than Hell (1986)
- Breaking The Rules (1987)
- Have You Seen Me Lately? (1988)
  - Wild Thing (The Troggs-feldolgozás, kislemez, 1988)
- Leader of the Banned (1990)
- Live from Hell (1993)